# Anna-Kaisa Rantanen
Anna-Kaisa Rantanen, född 10 februari 1978 i Åbo, är en finländsk före detta fotbollsspelare (mittfältare). Hon spelade bland annat för Djurgårdens IF och Linköpings FC. 
Rantanen debuterade för Finlands landslag den 6 juli 1996 mot Norge.

## Meriter
- Silver i nordiska mästerskapen för U21 (1995)
- Brons i nordiska mästerskapen för U21 (1996)
- Guld i nordiska mästerskapen för F16 (1994)
- Finsk mästare 3 gånger
- Finska Cupen-guld 5 gånger